# Cachanillas FC
Cachanillas Fútbol Club es un equipo de fútbol profesional mexicano de la ciudad de Mexicali, en el estado de Baja California, que juega en la Tercera División de México, también conocida como Liga TDP.
Es el primer equipo de fútbol profesional en la historia de la ciudad. Ha tenido tres etapas distintas, todas ellas en la Tercera División, y en dos ocasiones ha desaparecido de la competición. La primera etapa se extendió, al menos, desde 1985 hasta 1995. La segunda etapa comenzó en 2007, cuando el equipo fue reactivado, pero concluyó brevemente después de tres años, en el 2010. 
Actualmente, el equipo fue reactivado nuevamente en 2019, y desde entonces ha trabajado en la reconstrucción de su identidad y en el fortalecimiento de su presencia en la liga, con el objetivo de competir y contribuir al desarrollo del fútbol en la comunidad local.

## Historia

### 1985 - 1995: Primera etapa
La información oficial sobre la primera etapa de los Cachanillas es escasa, pero se sabe que el equipo disputó varias liguillas y estuvo activo durante al menos 10 temporadas, entre 1985 y 1995, bajo la dirección de Ramón "El Perico" Gómez. Su labor al frente del equipo fue determinante para moldear la identidad de los Cachas durante esos años, y su nombre ha quedado fuertemente vinculado a esa época del club. El legado de Gómez fue tan significativo que, tras su fallecimiento, se le rindió un homenaje con un partido de fútbol en el Campo Necaxa, lo que demostró el impacto que tuvo tanto en el equipo como en la comunidad futbolística de Mexicali.
A pesar de este reconocimiento, la falta de registros oficiales detallados ha generado incertidumbre sobre la duración exacta de esta primera etapa. Existe la posibilidad de que el equipo haya existido antes y/o después de la etapa de Gómez, aunque la ausencia de documentación precisa deja indeterminado el periodo exacto de actividad del club en esa época. La ausencia de datos precisos ha hecho que esta etapa sea recordada principalmente a través de las anécdotas y los testimonios de aficionados y jugadores de la época. Estos relatos resaltan al equipo como un símbolo de gran pasión por el fútbol, habiendo dejado una huella significativa en el deporte local.

### 2007 - 2010: Segunda etapa
El equipo fue reactivado en 2007, con el nombre de Cachanillas de Mexicali, para participar nuevamente en la Tercera División Profesional. Su retorno, sin embargo, no estuvo acompañado de buenos resultados. En el Apertura 2007, no lograron ninguna victoria, obteniendo apenas un punto tras seis derrotas y un empate. En el Clausura 2008, el rendimiento mejoró ligeramente con dos triunfos en siete partidos. 
Para la temporada 2008-2009 se jugó un torneo largo, por lo que se disputaron 23 encuentros, de los cuales solo ganaron seis, y terminaron con una diferencia de goles negativa de -16, sin acceder a la liguilla. Durante esta misma campaña, el club trasladó su localía a San Luis Río Colorado, Sonora, disputando sus partidos como local en el Estadio México 70. Este movimiento marcó el inicio de una breve etapa en la que el club representó a su ciudad fuera de esta.
En la temporada 2009–2010, ya completamente asentados en San Luis, los resultados fueron aún más desfavorables: únicamente consiguieron tres victorias en 19 partidos y cerraron con una diferencia de goles de -35. Al finalizar dicha campaña, el equipo cambió su nombre a Indios Cucapá FC, oficialmente marcando una nueva desaparición del club.
No existen registros detallados de esta etapa más allá de la ficha del equipo en la página oficial de la Liga MX, lo que limita el análisis profundo de su trayectoria. Aun así, esta participación sirvió para reinsertar al club en el imaginario público de los aficionados al fútbol tanto en Mexicali como en San Luis Río Colorado, marcando un paso importante en su historia reciente.

### 2019-presente: Tercera etapa
En 2019, el equipo resurgió como parte del proyecto de expansión de la Tercera División, que consistía en un grupo de equipos de Baja California, funcionando como un torneo independiente: los equipos participantes en este grupo no eran elegibles para la liguilla por el título ni para el ascenso. A pesar de no completar todos los partidos de la temporada regular debido a la pandemia de COVID-19, el equipo finalizó en primer lugar, superando por 8 puntos al segundo lugar.
Durante marzo de 2020, el equipo ganó notoriedad en Italia, cuando la página de Facebook "Calciatori Brutti" transmitió sus partidos y los del Torneo de Expansión, dado que el fútbol en Italia había sido suspendido por la pandemia. En uno de los partidos, la transmisión del juego de Cachanillas FC llegó a reunir más de 7,000 espectadores italianos, lo que fue un hecho sin precedentes para un equipo de la Tercera División mexicana. Durante estos partidos transmitidos en Italia, el jugador Rogelio 'La Rata' Calderón se convirtió en una figura destacada, ganándose el cariño de los aficionados italianos tras anotar varios goles y brindar actuaciones memorables. Este inesperado protagonismo llevó al equipo a donar 13 camisetas para una subasta en apoyo a la Cruz Roja italiana, logrando recaudar más de 156 mil pesos. La camiseta de ‘La Rata’ Calderón fue la más cotizada, superando incluso el precio de una camiseta de Cristiano Ronaldo subastada en el mismo evento. Este gesto solidario fortaleció el vínculo entre el Cachanillas FC y la comunidad italiana, destacando el impacto internacional del club en tiempos de pandemia.
En la temporada 2020-21, que sería su primera con participación oficial y la posibilidad de competir por el título y el ascenso, ocurrió una situación particular en su grupo. Aunque fue anunciado como el último sector de la temporada, nunca se disputó ningún partido entre los clubes participantes, y sus lugares en la liguilla fueron asignados a los tres mejores equipos de la Zona B que no habían calificado en su grupo.
En la temporada 2021-22, el equipo fue removido del grupo exclusivo para clubes de Baja California, conocido como el grupo XVII en ese torneo, y fue reubicado en el grupo XVI, que incluía equipos de Chihuahua y Sonora, donde participa desde entonces.
El 30 de julio de 2024 disputaron el primer derbi oficial de fútbol profesional en la historia de la ciudad de Mexicali frente a los Dragones de la Liga Premier, durante la fase de grupos de la Copa Promesas MX 2024. El encuentro concluyó con una derrota de 2-3 para los Cachas.

## Desempeño por temporada

### Tercera División 2019-20
En la temporada 2019–20, Cachanillas F.C. formó parte de un grupo de expansión dentro de la Liga TDP. A pesar de ser su primera participación en la categoría, el equipo mostró un desempeño sobresaliente durante toda la campaña, destacando por su regularidad y contundencia. Se mantuvieron como líderes del grupo durante la mayor parte del torneo y terminaron en la primera posición con una ventaja considerable sobre el segundo lugar. Sin embargo, debido a la emergencia sanitaria por la pandemia de COVID-19, la temporada fue suspendida antes de concluirse oficialmente, y no se disputó la fase final.

#### Primera vuelta
En su primera participación dentro del grupo de expansión, Cachanillas F.C. tuvo un inicio arrollador que marcó la pauta para la temporada. Desde la jornada inaugural, el equipo mostró un dominio claro al imponerse 2-0, a pesar de una ligera derrota en la segunda fecha por 3-4 que no minó su confianza.
A partir de la tercera jornada, Cachanillas entró en una racha impresionante de victorias consecutivas que duró hasta el cierre de la primera vuelta. El equipo mostró un ataque contundente y sólido desempeño defensivo, logrando constantes triunfos con marcadores abultados. Esta cadena de resultados positivos les permitió consolidarse rápidamente como los líderes del grupo.

#### Segunda vuelta
Durante la segunda vuelta, Cachanillas mantuvo el buen nivel exhibido en la primera parte de la temporada, alternando victorias, una sola derrota y un solo empate que no comprometió su dominio en la tabla. En la recta final, el equipo reafirmó su superioridad con varias victorias consecutivas que les permitieron consolidar el primer lugar del grupo.
Aunque la temporada fue suspendida antes de concluir debido a la pandemia de COVID-19, Cachanillas finalizó como líder indiscutible de su grupo de expansión, destacando no solo por la diferencia en puntos, sino también por un amplio margen en la diferencia de goles frente a sus rivales.

### Tercera División 2021-22
En la temporada 2021-22, el equipo fue removido del grupo exclusivo para clubes de Baja California, conocido como el grupo XVII en ese torneo, y fue reubicado en el grupo XVI, que incluía equipos de Chihuahua y Sonora. Durante esa campaña, tuvieron muy buen desempeño y lograron mantenerse durante varias jornadas en el liderato del grupo, sin embargo al final del torneo regular no pudieron clasificar a la liguilla, quedando a solo 3 puntos del último equipo clasificado.

#### Primera vuelta
Tras un año sin actividad competitiva, Cachanillas F.C. regresó al torneo en un nuevo grupo con un arranque sólido, logrando varias victorias importantes en las primeras jornadas que les permitieron posicionarse desde temprano en la parte alta de la tabla. Aunque sufrieron una derrota a mitad de la primera vuelta, el equipo se mantuvo competitivo y supo sumar en encuentros cerrados, incluso ganando puntos extra en tandas de penales tras empates en tiempo regular. Su rendimiento constante les permitió cerrar la primera mitad del torneo en la cuarta posición del grupo, plenamente metidos en la lucha por un boleto a la liguilla.

#### Segunda vuelta
La segunda vuelta del torneo fue más irregular para el conjunto cachanilla. Aunque iniciaron con una derrota, lograron recuperarse con algunos triunfos clave y sumaron puntos adicionales en empates definidos por penales. Sin embargo, también enfrentaron partidos complicados en los que no pudieron sumar, incluyendo un par de derrotas que pesaron en su intento por escalar posiciones. A pesar de sus esfuerzos, el equipo finalizó nuevamente en la cuarta posición del grupo, quedando a solo tres puntos del tercer lugar, en una cerrada contienda por la clasificación a la liguilla que se definió hasta las últimas jornadas.

### Tercera División 2022-23
En la temporada 2022-23, los Cachanillas F.C. tuvieron un desempeño irregular, finalizando en la octava posición del grupo con 7 victorias, 3 empates y 10 derrotas, sumando un total de 26 puntos. El equipo logró anotar 27 goles, pero recibió 37, lo que les dejó con una diferencia de -10. Aunque no estuvieron cerca de los primeros puestos, sí mantuvieron una diferencia de puntos considerable respecto a los últimos lugares.

#### Primera vuelta
El arranque del torneo fue complicado para Cachanillas F.C., que apenas pudo rescatar un empate en su primer encuentro. A pesar de una victoria temprana en la segunda jornada, el equipo entró en una racha negativa que los mantuvo alejados de las posiciones de clasificación. Aunque lograron romper la mala racha con un triunfo valioso cerca del final de la primera vuelta, las derrotas acumuladas terminaron por relegarlos a la novena posición en la tabla al término de esa etapa.

#### Segunda vuelta
Durante la segunda mitad del torneo, el equipo mostró una leve mejoría en su rendimiento, combinando victorias importantes con algunos empates en los que se llevaron puntos extra en tanda de penales. No obstante, también enfrentaron derrotas que limitaron sus posibilidades de escalar significativamente en la tabla. Si bien cerraron el torneo con dos victorias consecutivas que demostraron el potencial del plantel, no fue suficiente para entrar en la pelea por la liguilla. Al finalizar la temporada, Cachanillas F.C. se ubicó en la octava posición del grupo.

### Tercera División 2023-24
En la temporada 2023-24, el rendimiento del equipo decayó aún más. Los Cachanillas terminaron en la novena posición del grupo, con solo 3 victorias, 3 empates y 12 derrotas. Anotaron 18 goles, pero permitieron 40, lo que resultó en una diferencia de -22. Con solo 13 puntos, compartieron la penúltima posición más baja del grupo junto a Tecate F.C., sin opciones de clasificar a la liguilla.

#### Primera vuelta
Cachanillas F.C. vivió una primera vuelta sumamente complicada. Con múltiples derrotas consecutivas en las primeras jornadas, el equipo tuvo dificultades para asentarse en el torneo y encontrar regularidad en su juego. Aunque lograron una victoria destacada a mitad de la primera fase, esta no fue suficiente para revertir la tendencia negativa. Al cierre de la primera vuelta, el equipo se ubicaba en la décima posición del grupo, reflejo de una primera mitad marcada por inconsistencias defensivas y falta de contundencia al ataque.

#### Segunda vuelta
La segunda vuelta mantuvo un tono similar, aunque con algunos destellos de mejoría. El equipo consiguió rescatar un par de empates, sumando incluso un punto extra desde la tanda de penales, y logró dos victorias que brindaron algo de alivio. Sin embargo, las derrotas continuaron acumulándose, y con la reducción del calendario debido al retiro de Chihuahua FC, el margen para reaccionar fue aún menor. Al finalizar la campaña, Cachanillas F.C. cerró el torneo en la novena posición del grupo, penúltimos en la clasificación.

### 2024-25

#### Copa Promesas MX 2024
En julio de 2024 se anunció la creación de la Copa Promesas MX, un torneo juvenil que reúne a 64 equipos de las ligas profesionales de futbol del país, excluyendo la Liga de Expansión. Su objetivo es fomentar el desarrollo de jóvenes talentos, enfrentando a clubes Sub-19 de la Liga MX contra equipos de las Ligas Premier y TDP.
En el año futbolístico 2024-25, los Cachanillas F.C. iniciaron con su participación en la Copa Promesas MX 2024, donde finalizaron en el último lugar de su grupo, tras ser derrotados por Atlético de Tijuana (de la Liga TDP), Xolos de Tijuana Sub-19 (de la Liga MX) y Mexicali Fútbol Club (de la Liga Premier). Durante este torneo se disputó el primer derbi mexicalense oficial de fútbol profesional en la historia de la ciudad fronteriza, el cual resultó en una victoria para Dragones de tres goles por dos sobre Cachanillas.

#### Tercera División 2024-25
En la temporada 2024–25, Cachanillas F.C. mostró un rendimiento mucho mejor y más competitivo con respecto a las temporadas pasadas. Durante la primera vuelta, el equipo logró posicionarse en puestos de liguilla, destacando por su capacidad para imponerse ante rivales clave. En la segunda vuelta, aunque enfrentaron altibajos, lograron mantenerse en la lucha por la liguilla hasta las últimas jornadas. Al finalizar la temporada, Cachanillas F.C. ocupó el sexto lugar en la tabla grupal, quedando cerca de la zona de clasificación.

##### Primera vuelta
Cachanillas inauguró la temporada como local contra el equipo debutante de la vecina ciudad de San Luis Río Colorado, el C.D. Datileros, con una victoria de 2-1. El equipo supo aprovechar su buen arranque de temporada, logrando tres victorias, un empate con punto extra y solo una derrota, que llegó hasta la jornada 5. Este sólido desempeño les permitió meterse en la lucha por la liguilla desde las primeras fechas del torneo.
En las últimas cinco jornadas, Cachanillas tuvo un rendimiento más irregular, con un saldo de dos victorias, dos derrotas y un empate. A pesar de ello, lograron imponerse ante rivales clave como La Tribu de Cd. Juárez y Deportivo Etchojoa, lo que les permitió cerrar la primera vuelta en la quinta posición. Al final de esta fase, comenzó a perfilarse una cerrada pelea por el último boleto a la liguilla, con Datileros como su principal contendiente en la recta final del torneo.

##### Segunda vuelta
La segunda mitad del torneo fue más irregular para Cachanillas F.C., que inició con una derrota ajustada de visita ante Datileros, su rival directo en la lucha por la liguilla. Sin embargo, el equipo respondió con contundencia en casa, goleando 4-0 a FC Ceproffa en la jornada 13. Luego, sumaron una importante victoria como visitantes frente a La Tribu de Ciudad Juárez, aunque no lograron mantener la consistencia en sus siguientes encuentros.
En las jornadas posteriores, el equipo alternó resultados: empataron ante Xolos de Hermosillo en casa (con punto extra en penales) y también ante Atlético de Tijuana, aunque esta vez perdiendo la tanda de penales. Las derrotas como visitantes ante Obson Dynamo y Deportivo Etchojoa complicaron su panorama rumbo a la liguilla. En la jornada 19, lograron una victoria clave ante Fútbol Premier, pero no pudieron mantener el ritmo en los últimos dos partidos: descansaron en la jornada 20, cayeron ante Búhos UNISON como visitantes y cerraron el torneo con una derrota en casa ante Cimarrones de Sonora "B". 
Cachanillas finalizó la temporada en la sexta posición del Grupo XVII, quedándose a las puertas de la liguilla en una cerrada competencia que se definió hasta las últimas jornadas.

## Estadio
Los Cachanillas históricamente han disputado sus encuentros de local en el Eduardo "Boticas" Pérez, más conocido como el "Campo Necaxa", el cual tiene aforo para 1,000 espectadores. La llamada "Catedral del Fútbol Mexicalense" cuenta con una oficina administrativa, así como tres vestidores con regaderas, para los árbitros, equipo local y equipo visitante. La cancha es de pasto sintético, certificado por la FIFA, el cual está siendo renovado en 2025 para cumplir con la normatividad de la misma.
Durante su segunda etapa el club jugó sus partidos de local en la Ciudad Deportiva de Mexicali. Sin embargo, a la mitad de la temporada 2008-2009, por motivos desconocidos se mudaron al Estadio México 70 en San Luis Río Colorado, Sonora, donde permanecieron hasta su desaparición en 2010.
Al retomarse el club en la tercera etapa, los partidos de local volvieron a disputarse en el Campo Necaxa. La única excepción ocurrió durante la temporada 2023-24, cuando el equipo compartió la Ciudad Deportiva con los Dragones de Mexicali de Liga Premier, con una capacidad para 4,000 espectadores. Sin embargo, en la temporada siguiente regresaron al Campo Necaxa.

## Identidad

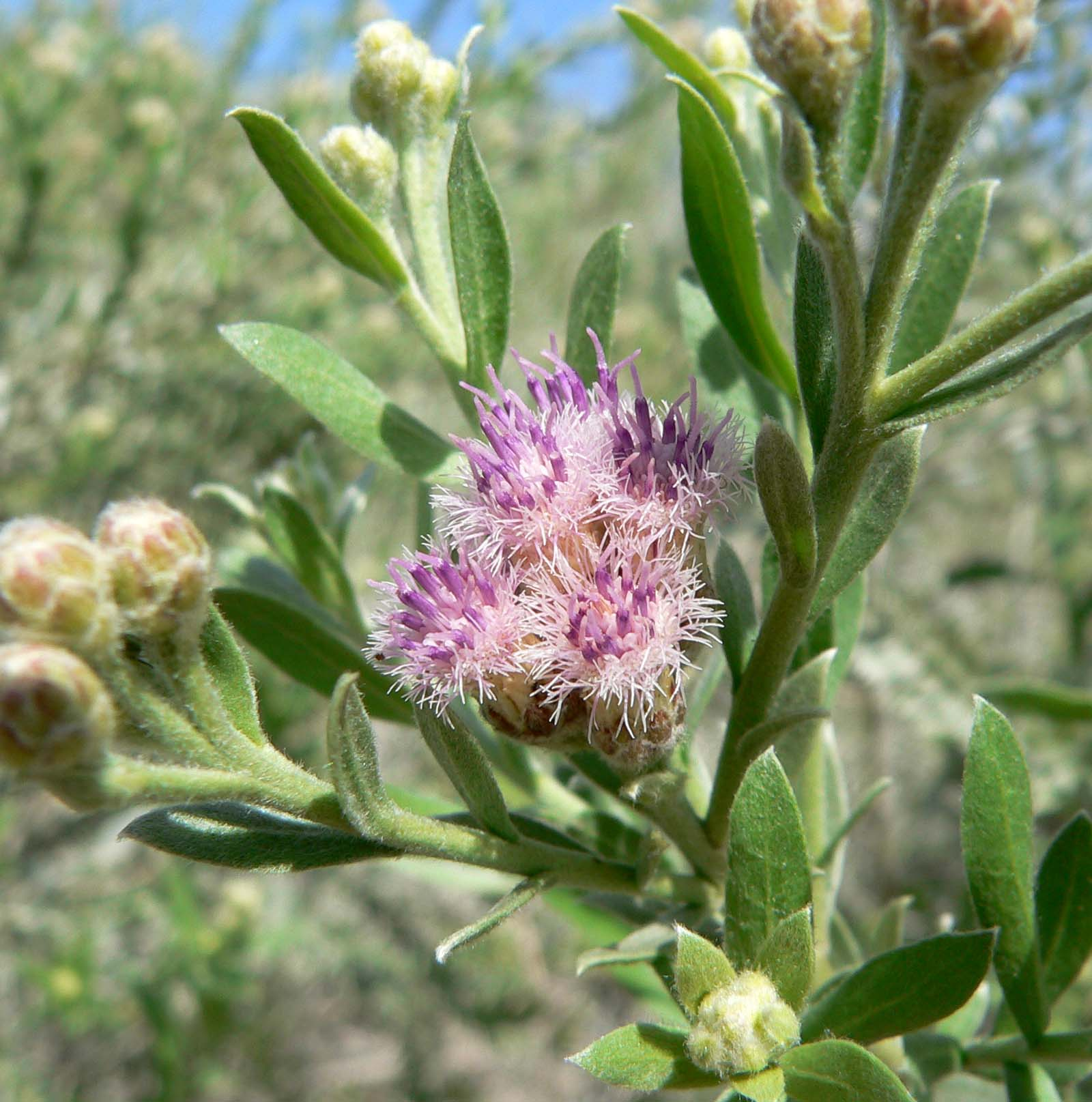
Planta cachanilla (Pluchea sericea), símbolo de resistencia en el desierto de Baja California y origen del gentilicio de los habitantes de Mexicali.

El nombre "Cachanillas" tiene profundas raíces en la identidad cultural de Mexicali, Baja California. El término "cachanilla" se refiere tanto a los habitantes de Mexicali como a una planta del desierto característica de la región. Esta doble connotación simboliza la resiliencia y adaptabilidad de la comunidad mexicalense, cualidades que el equipo busca reflejar en su desempeño y espíritu deportivo. 
A lo largo de su historia, el club ha mantenido una fuerte conexión con la comunidad local, promoviendo el talento deportivo en la región. En 2021, por ejemplo, se presentó el equipo sub-17 de tercera división del Club Cachanillas, con el objetivo de integrar a más jóvenes de Mexicali, el Valle y San Felipe en el fútbol profesional.
Además, en 2023, el club expandió su presencia deportiva al incursionar en el hockey sobre pasto, creando el Cachanillas Hockey Club. Esta iniciativa busca llevar la marca a otras disciplinas y apoyar a más jóvenes talentos en la región.
Estas acciones reflejan el compromiso del Club Cachanillas con la comunidad y su intención de fortalecer la identidad deportiva de Mexicali, llevando con orgullo el nombre que representa a sus habitantes y su entorno.

## Temporadas
| Temporada | División           | Posición       |
| --------- | ------------------ | -------------- |
| 2019/20   | 5.Tercera División | 1.º Grupo XIV  |
| 2021/22   | 5.Tercera División | 4.º Grupo XVI  |
| 2022/23   | 5.Tercera División | 8.º Grupo XVII |
| 2023/24   | 5.Tercera División | 9.º Grupo XVII |
| 2024/25   | 5.Tercera División | 6.º Grupo XVII |